# Марат, Жан-Поль
Жан-Поль Мара́т (традиционная передача, французское произношение Мара́; фр. Jean-Paul Marat; 24 мая 1743, Будри, Невшательское княжество (ныне — кантон Невшатель) — 13 июля 1793, Париж) — политический деятель эпохи Великой французской революции, врач, радикальный журналист, один из лидеров якобинцев. Известен под прозвищем «Друг народа», в честь газеты, которую он издавал с сентября 1789 года.

## Семья и воспитание
Родился в Швейцарии в небольшом городке Будри. Получил хорошее образование в доме отца Жан-Батиста Мара (1704—1783), довольно известного врача. Мать — француженка Луиза Каброль (1724—1782), до свадьбы жила в Женеве. Впоследствии революционер всегда тепло отзывался о своём детстве и о матери, в частности, связывая в своих политических речах образ отечества («Patrie») именно с материнским архетипом. Дома царила спокойная атмосфера, мальчика никогда не наказывали, а напротив, старались воспитать в нём любовь к чтению и размышлению с самых ранних лет: 
«Я имел уже нравственное чувство, развитое к восьми годам; в этом возрасте я не мог выносить злых намерений, направленных против ближних; возможная жестокость возбуждала моё негодование, и всегда зрелище несправедливости вызывало усиленное биение моего сердца, воспринималось как чувство личной обиды». 
Имел трёх братьев (Анри, Давид, Жан-Пьер) и двух сестёр (Мари и Альбертина). Особенно близкие отношения имел с младшей сестрой Альбертиной, которая дожила до 1841 года и сохранила все его труды и документы, несмотря на опасность в связи с реакционностью последующих политических режимов во Франции.
Младший брат Давид в 1784 году уехал на постоянное жительство в Санкт-Петербург, где преподавал в Царскосельском лицее и был одним из самых любимых преподавателей  А. С. Пушкина. Известен в России под именем Давыда Ивановича де Будри.
Про остальных братьев и сестёр сохранились скудные сведения: о Мари и Анри неизвестно ничего, кроме дат рождения, Жан-Пьер стал рядовым владельцем предприятия по производству часовых стрелок и компасов в Швейцарии.
На будущие политические взгляды во многом повлияло и юношеское увлечение античной историей. Также в детстве он охотно изучал иностранные языки: впоследствии Марат знал французский, английский, немецкий, голландский, итальянский, испанский, а также латынь и древнегреческий, с помощью которых читал римских историков в оригинале.

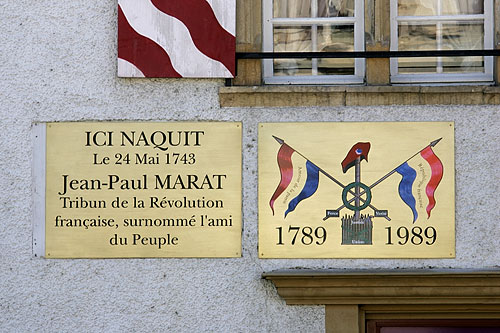
Место рождения Жан-Поля Марата в Будри

## Врачебная и научная деятельность
Потеряв родителей, Жан-Поль зарабатывал на жизнь уроками и врачебной практикой, переезжая из города в город. Более 10 лет прожил в Англии и Голландии и выступил здесь с рядом книг и брошюр, сразу создавших ему многочисленных врагов страстностью тона и резкими нападками на авторитеты. Есть сведения, что он собирался принять британское подданство для женитьбы на Анне-Летиции Эйкин.
В 1773 году он издал книгу «О человеке, или Принципы и законы влияния души на тело и тела на душу» (фр. «De l’homme ou des principes et des lois de l’influence de l'âme sur le corps et du corps sur l'âme») (Амстердам), вовлекшую его в полемику с Вольтером; за ней последовала революционная брошюра «Цепи рабства» (англ. «The chains of slavery» Лондон, 1774; франц. изд. «Les chaînes de l’esclavage», Париж, 1792 и сл.).
К этому же времени относятся его естественнонаучные труды, существеннейший недостаток которых — неимоверное высокомерие в отзывах о таких учёных, как Ньютон, д’Аламбер, Лавуазье. Марат нападал и на тех исследователей, которые готовы были с вниманием отнестись к его опытам, как, например, А. Вольта. Среди поклонников научных талантов Марата был его будущий политический противник Ж. П. Бриссо. Бриссо нападал на Французскую академию, не признававшую Марата.
В 1775 году Эдинбургский университет присудил ему степень доктора медицины. С 1779 по 1787 г. Марат состоял врачом в придворном штате графа д’Артуа.
В 1779 году Французская академия наук, разобрав мемуары Марата об огне, электричестве и других явлениях, нашла, что опыты его новы, точны и успешны, метод оригинален.
В 1784 году опубликовал труд «Памятка об электричестве в медицине».

## Просветительская деятельность
В 1774 году была издана первая политическая книга Марата «Цепи рабства» в связи с революцией в Америке: работа была написана на английском языке и издавалась специально для Нового Света, поэтому осталась во Франции практически незамеченной. Выступая непримиримым врагом деспотизма, прослеживая эволюцию разных его форм на отдельных этапах истории общества, наконец, выдвигая положительную программу эгалитаристского строя, Марат в значительной мере следовал за Руссо. Однако в существенных вопросах Марат оставил Руссо позади. Указывая на связь богатства и деспотизма, он приходит к заключению, что антагонизм между феодальным дворянством и либеральной буржуазией является менее острым по сравнению с противоречием между богатыми и бедными, которое гораздо острее. «Цепи рабства» — это удивительное пророчество сложного пути и конечной гибели Французской революции.
В 1780 г. он представил на конкурс свой «План уголовного законодательства» (фр. Plan de législation criminelle), в котором он примыкает к школе криминалистов-филантропов. Некоторые идеи этого трактата (необходимость заботиться о том, чтобы позор от наказания не распространялся на неповинные семьи преступников) были усвоены императором Иосифом II. Высказываясь в духе просветительной эпохи о правах низших классов, Марат проводит, между прочим, мысль, что «никакой избыток не должен принадлежать кому-либо по праву, пока есть люди, нуждающиеся в насущном». Исходный пункт рассуждений Марата — по-прежнему идеал Руссо. Он и начинает с утверждения, что все государственные учреждения являются результатом не общественного договора, как это должно было бы быть, а насилия: «Все государства были созданы с помощью насилия, убийства, разбоя, и у власти поначалу не имелось никаких иных полномочий, кроме силы». На этот раз он гораздо ближе подходит к этому, проводя мысль, что все законы — орудие господства богатых над бедными, что собственность — результат «первого захвата». Поэтому Марат делает вывод, опрокидывающий любое уголовное законодательство: «Кто крадёт, чтобы жить, пока он не может поступить иначе, лишь осуществляет своё право». Мало того, он считает, что в преступлениях повинны не преступники: «Почти повсюду правительство само вынуждает бедняков к преступлению, отнимая у них средства к существованию». В «Плане уголовного законодательства» Марат ярко проявляет сочувствие, сострадание к угнетённым и униженным. Человек, которому создали репутацию «кровожадного», обнаруживает искреннее чувство милосердия и, одним из первых, предлагает резко ограничить применение смертной казни. Марат столь же оригинален в оценке так называемых государственных преступлений. Он делит их на две группы: ложные и подлинные. Ложные государственные преступления, которые он оправдывает, — это любое выступление, прямое или косвенное, против несправедливого государственного порядка. Подлинное государственное преступление — это действие представителей властей против народа, ограбление, обман и угнетение народа.
В 1791 г. Марат создаёт собственный проект Конституции и Декларации прав человека, объёмный документ из 60 страниц, который существенно повлиял на конституцию 1793 года.
Дух его конституции — это главенство права на жизнь перед правом на собственность, Марат заявляет, что на основании естественного права, «когда какому-нибудь человеку недостаёт всего, он имеет право отнять у другого имеющиеся у него в избытке излишки…». Но такое естественное право ограничивается общественным правом, защищающим права других членов общества. Однако эта защита должна содержать принципиальное исключение: «Закон должен предупреждать слишком большое неравенство состояний, устанавливать предел, какой они не должны переступать». Общество обязано обеспечивать всем равное право на жизнь, оно «в долгу перед теми его членами, которые не обладают никакой собственностью и чей труд едва достаточен для удовлетворения их насущных потребностей, для обеспечения их средств, которые позволяют им питаться, одеваться… Те, кто живёт в роскоши, должны взять на себя заботу о покрытии потребностей тех, кто лишён самого необходимого».

## Революция. Газета «Друг народа»

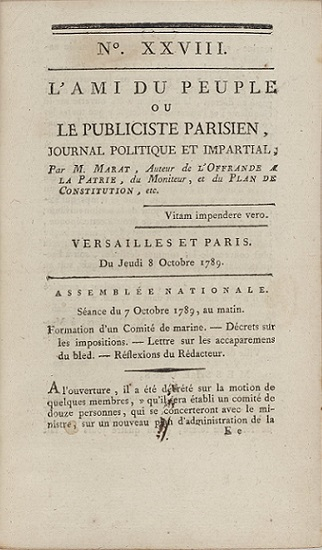
Номер газеты «Друг народа»

В 1789 г. он написал «Дар отечеству» («Offrande à la patrie»), «Список пороков английской конституции» («Tableau des vices de la constitution anglaise»), составил проект установления конституционной монархии и наконец начал издавать газету «Друг народа» («Ami du peuple»), выходившую с 12 сентября 1789 г. по самый день смерти Марата, под разными названиями. Целью этого издания было изобличение врагов народа, причём Марат с одинаковой резкостью обрушивался на королевскую семью, на министров и членов национального собрания. «Друг народа» много способствовал распространению среди народа, особенно в Париже, крайнего революционного фанатизма; его читали нарасхват, популярность его выразилась и в многочисленных циркулировавших тогда подделках под него.

## Борьба с жирондистами и террор

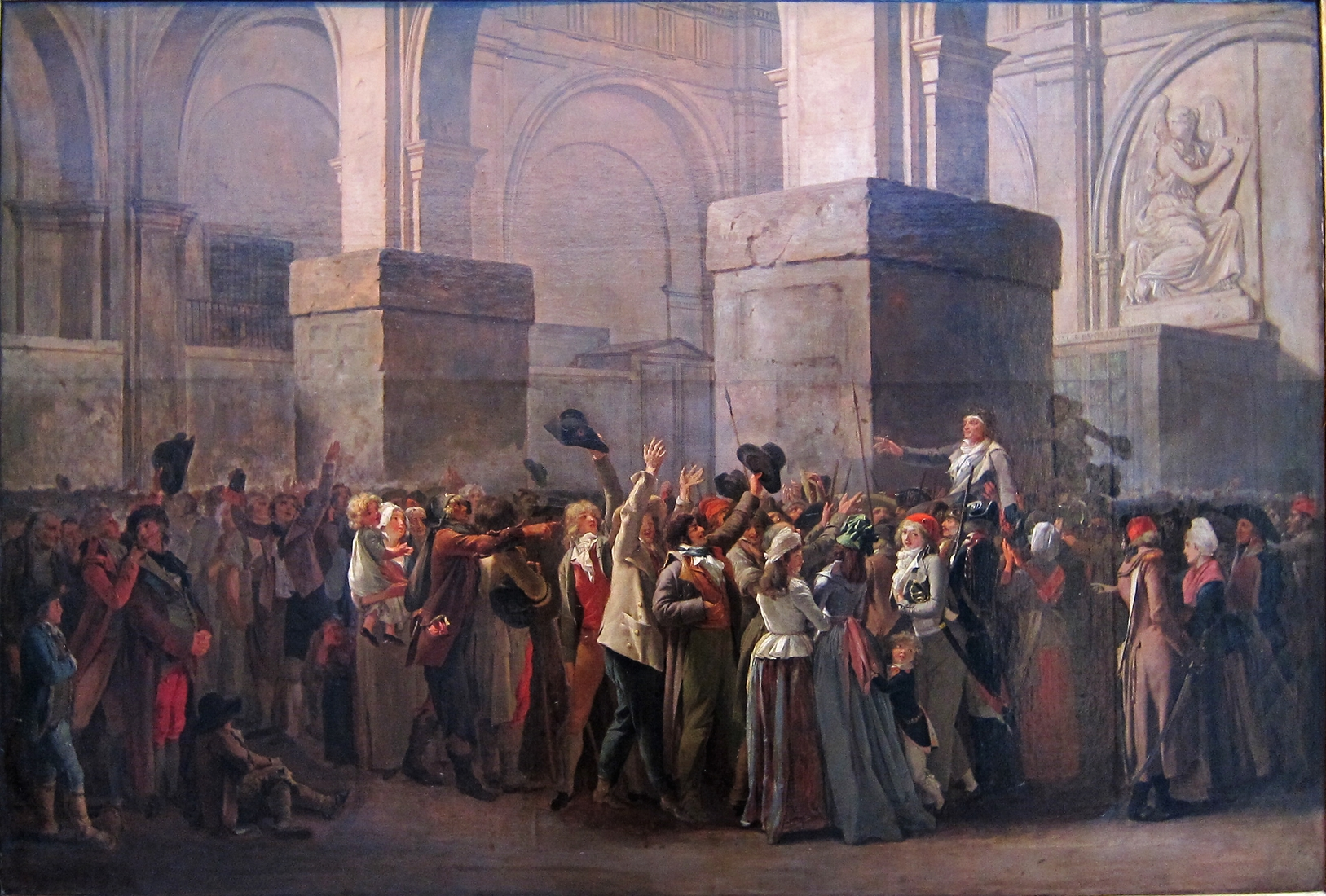
Триумф Марата
Луи-Леопольд Буальи, 1794

Ожесточённый тон газеты вызвал преследования Марата. Он принуждён был скрываться в подвалах, не покидая, однако, своей работы; один раз даже бежал в Англию — но эти гонения придали ему лишь ещё больше энергии и сделали его более свирепым: он стал говорить о необходимости обновления общества принесением в жертву сотен и тысяч голов изменников. В конце 1791 года он переселился в Лондон, где занялся составлением книги: «École du citoyen», но в апреле 1792 года вернулся в Париж и с удвоенной энергией взялся за издательство.
Интересна эволюция взглядов Марата на монархию и республику. Одним из очевидных недостатков в общеполитических воззрениях и тактике Марата было нигилистское отношение к республике, к республиканской форме власти. Марат продолжал упорно высказываться за сохранение монархии. С одной стороны, он выступал против системы деспотизма. Но в странном несоответствии с развиваемыми им публично общими положениями Марат в феврале 1791 г. продолжал утверждать, что «ограниченная монархия более всего пригодна для нас» и даже что «нам нужен именно такой король, и мы должны благословлять небо, что оно дало нам его». Лозунгом Марата в это время был не лозунг свержения монархии, а лозунг разгона Национального собрания. Отношение изменилось в июле 1791 года после расстрела демонстрантов, возмущённых попыткой короля сбежать. С этого момента Марат чётко занимает позицию, которая уже была популярна у масс, — свержение короля необходимо. 10 августа 1792 года, после очередной попытки короля сбежать, происходит восстание, уничтожившее монархию. Король арестован. В декабре 1792 года Людовик XVI был предан суду Конвента. Марат, больше и громче всех взывавший к расправе над тиранами и их приспешниками, отказался принять предложение покарать короля без суда. Он считал, что надо провести процесс над королём с соблюдением всех формальностей. Он писал, что «такой образ действий был необходим для просвещения народа потому, что нужно убедить различными путями, соответствующими степени развития умов, всех жителей Республики». Конвент решает судить короля с соблюдением революционной и демократической процедуры. 14 января он решил прекратить прения и начать голосование по трём вопросам: виновность, обращение к народу и мера наказания. Марат добивается, чтобы решение Конвента о короле было поставлено на поимённое голосование. По последнему вопросу о мере наказания королю, из 721 голосовавшего депутата 387 депутатов подали голос за безоговорочную смертную казнь. «Конвент отныне объявил Людовика предателем французской нации, преступником против человечества».
Избранный в конвент от Парижа, он занял место во главе монтаньяров и стал главной мишенью жирондистских ораторов. Жирондисты настояли наконец на предании его суду за опубликованное им в качестве президента якобинцев воззвание, в котором он заявлял, что конвент заключает контрреволюцию в недрах своих. Несмотря на протесты Дантона, Марат 14 апреля 1793 года призван к суду за проповедь роспуска собрания и призыв к «убийству и грабежам»; доказательства были взяты из разных номеров его газеты. 24 апреля 1793 года революционный трибунал единогласно оправдал его, и он с триумфом был приведён обратно в конвент.

## Болезнь. Убийство Шарлоттой Корде

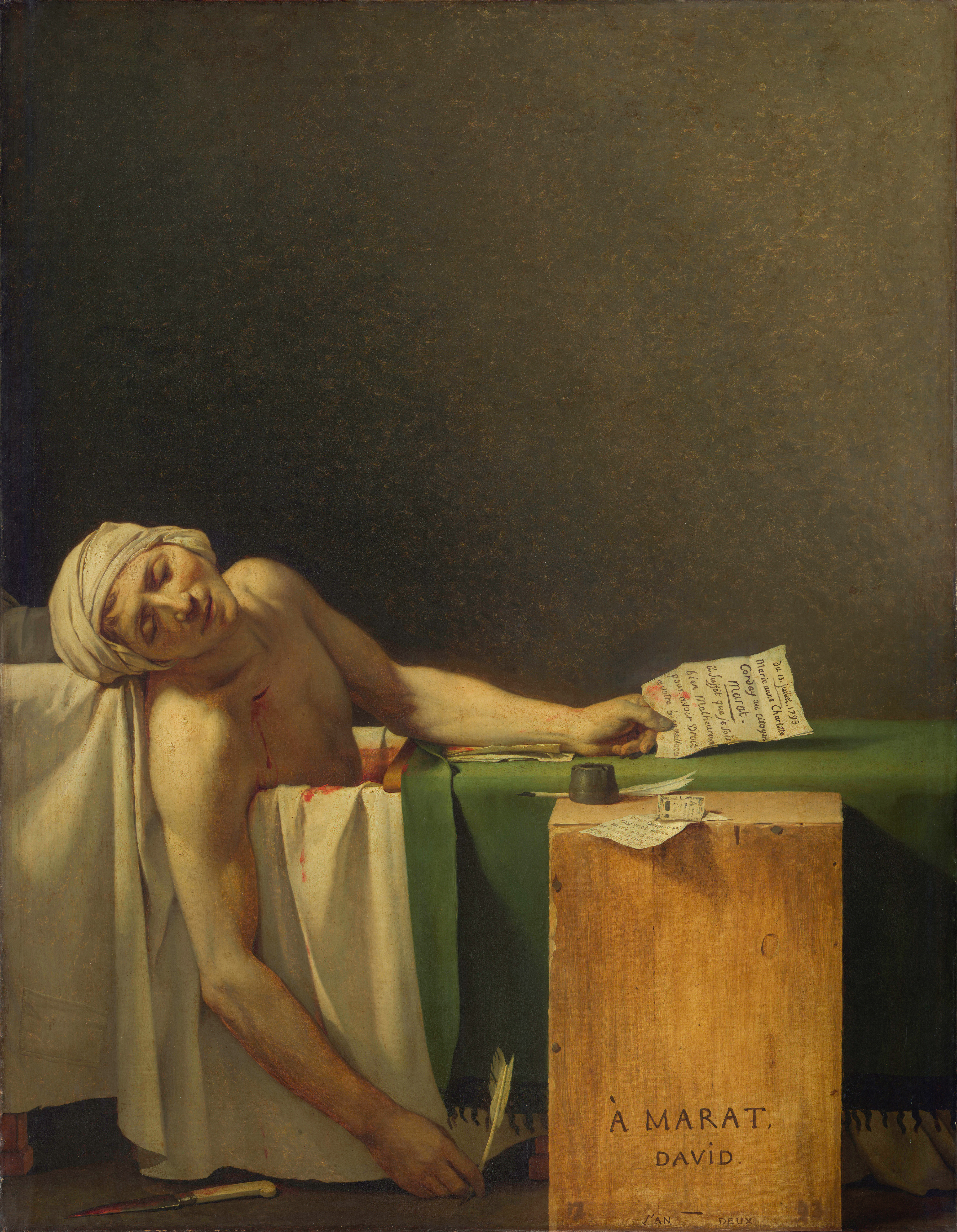
«Смерть Марата» (Жак Луи Давид, 1793)

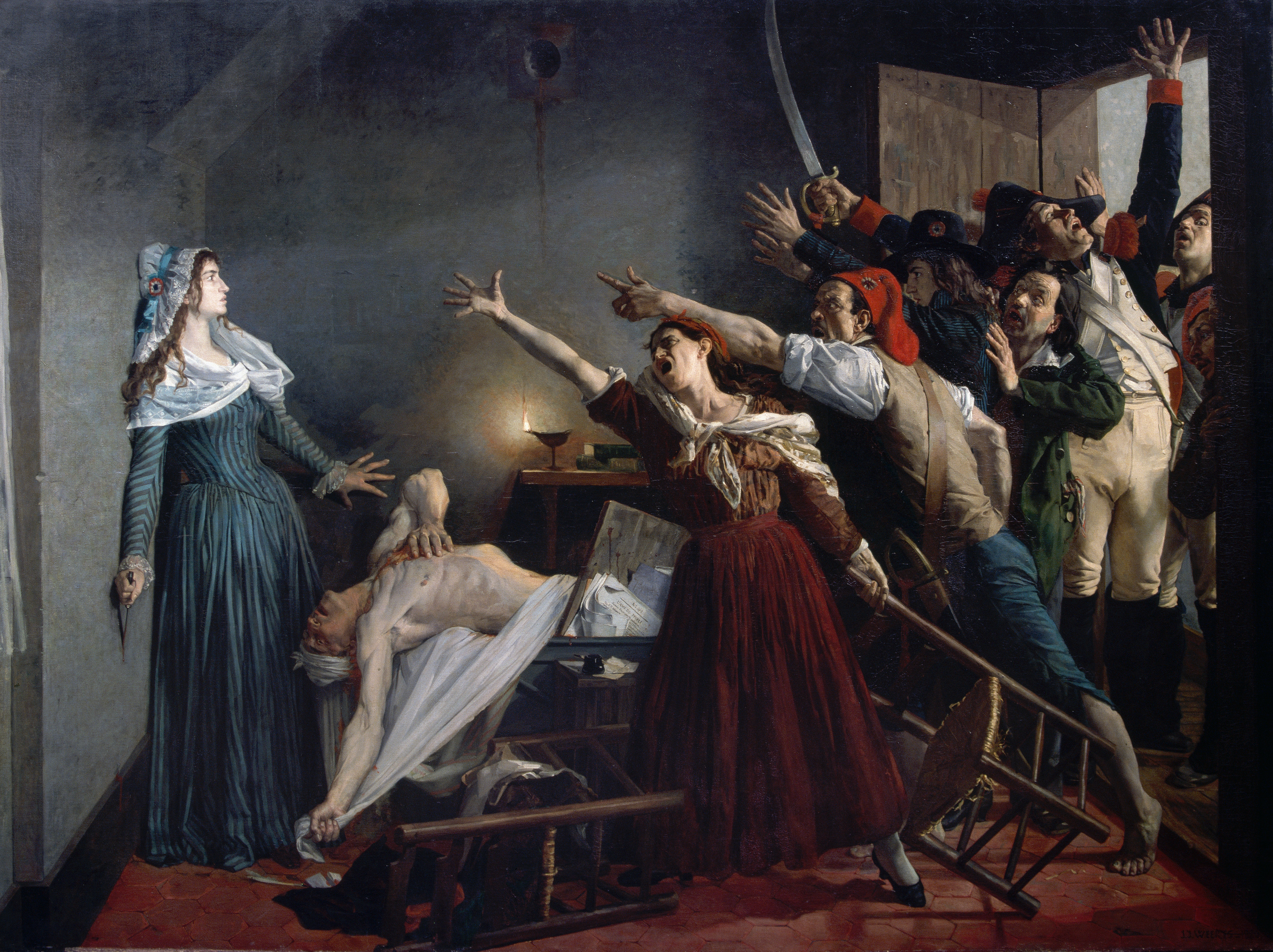
Убийство Марата. (Жан-Жозеф Вертс, 1880)

Несмотря на то, что последние полтора месяца жизни Марат, страдая от тяжёлой болезни, не выходил из дома, не мог публично выступать и активно участвовать в политической жизни и управлении страной, он оставался основным объектом ненависти лишённых власти «людей государства» — жирондистов. В 1793 году он уже тяжело болел — начал прогрессировать себорейный дерматит (осложнённый вторичными бактериальными инфекциями, вызвавшими, в частности атопическую экзему и акне), которым он заразился, когда лечил и выхаживал английских бродяг.
ДНК, секвенированная из газет, испачканных кровью Марата, показала, что у него были митохондриальные гаплогруппы H2a2a1f и K1a15. Также генетики выявили ДНК вызывающих себорейный дерматит патогенных грибов Malassezia restricta.
Чтобы хоть как-то облегчить свои страдания, деятель постоянно сидел в ванне, писал там и даже принимал посетителей. Именно там 13 июля 1793 года Жан-Поль Марат и встретил свою смерть, будучи заколотым дворянкой Шарлоттой Корде, которая стала прославляться в годы реставрации и II империи как спасительница Франции. На тему «подвига» убийцы в эти годы пишется множество картин салонными живописцами: Ж.-Ж. Вертсом, Полем Бодри, Артуром Микелена и др.
Марат умер, успев лишь крикнуть: «A moi, ma chère amie!» (Ко мне, моя подруга!). 16 июля его тело с большим торжеством было похоронено в саду клуба Кордельеров; сердце покойного было извлечено и помещено в зале заседаний клуба.
21 сентября 1794 года тело его было перенесено в Пантеон, но уже 8 февраля 1795 года удалено из него и 26 февраля перезахоронено на кладбище у церкви Сент-Этьен-дю-Мон.

## Увековечение имени и памяти Марата

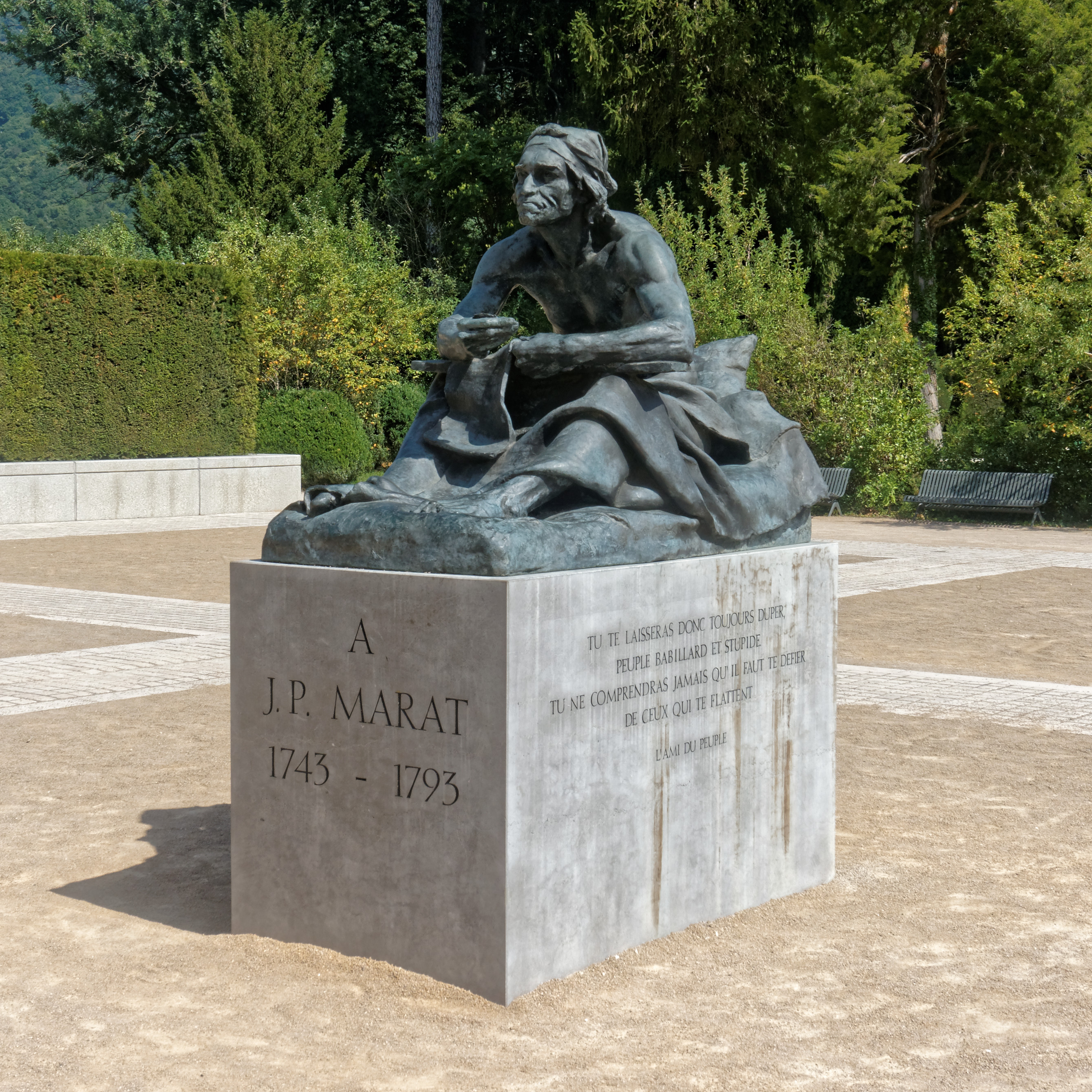
Статуя Марата в замке Визий

### Франция
25 июля 1793 года улица Кордельеров, где был убит Марат, была переименована в его честь, как и улица Обсерванс в площадь Друга Народа — 9 термидора вернули прежние названия.
В честь Марата были переименованы многие города, например Сен-Назар-сюр-Шарант и город Гавр. Ненадолго сменил имя и парижский район Монмартр: «Montmartre» переименовали в созвучное «Montmarat». В некоторых городах до сих пор можно встретить улицы в честь Марата (в Бордо, Иври-сюр-Сен, Десин-Шарпьё).
В замке Визий, где располагается музей Французской революции, в 2013 году была установлена бронзовая статуя Жан-Поля Марата. Это копия работы Жана Бафье 1883 года, которая прежде устанавливалась в нескольких общественных парках (Монсури, сады музея Карнавале и Бют-Шомон), пока не была переплавлена во время Второй мировой войны. На каменном постаменте — цитаты из газеты Марата «Друг народа».

### СССР

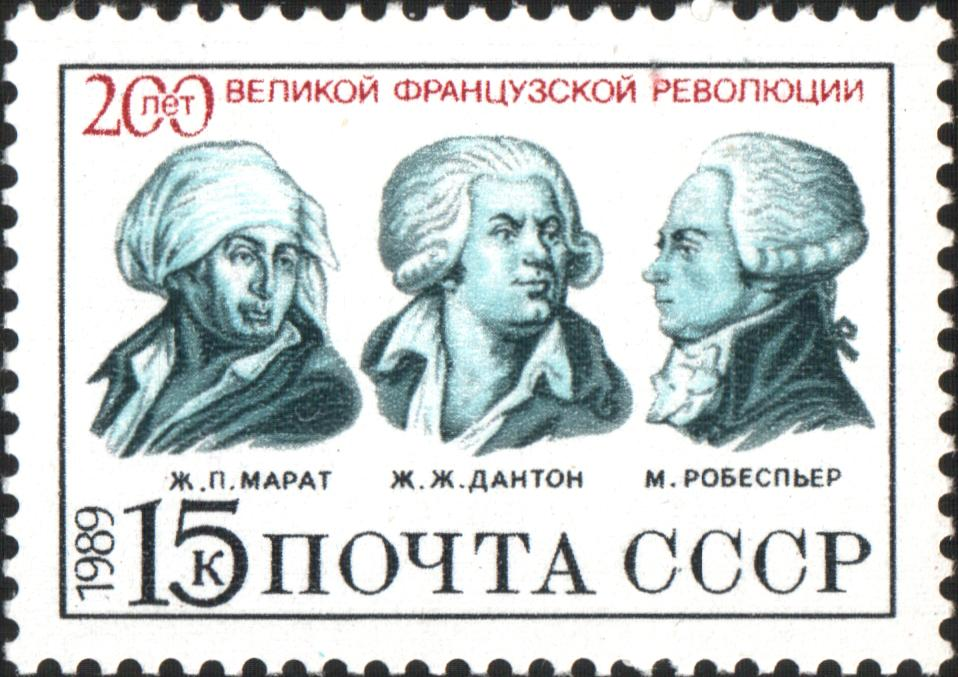
Почтовая марка СССР, 1989 год.
200 лет Великой французской революции: Ж. П. Марат, Ж. Ж. Дантон, М. Робеспьер

После Октябрьской революции 1917 г. в России имя Марата было увековечено в названии многих объектов в СССР. В Москве существовали Большой и Малый Маратовские переулки (ранее Курбатовы, ныне Ордынские), названные по кондитерской фабрике имени Марата (с 1971 года объединена с фабрикой «Рот Фронт»).
В Санкт-Петербурге есть улица Марата. Улица Марата есть также в Нижнем Новгороде, Новороссийске, Новосибирске, Пензе, Севастополе, Волгограде, Курске, Калининграде, Екатеринбурге, Омске, Иркутске, Красноярске, Ижевске, Перми, Ульяновске, Минске, Орше, Мурманске, Краматорске, Тайшете, Таллине, Туле, Калуге, Мичуринске, Уфе, Челябинске, Калинковичах, Волхове и др.
С 1919 по 1936 год в Симоновской слободе в Москве стоял памятник Марату, который был снесён в связи с ветхим состоянием.
В 1921 г. именем «Марат» был назван флагман Краснознамённого балтийского флота, бывший линкор «Петропавловск». В 1943 г. линкору возвращено его прежнее название.
В честь революционера была названа эстонская фабрика «Марат». Изделия под этой маркой производятся до сих пор.

## В литературе и кино

Кадр из фильма «Смерть Марата» (1897)

- Кадр из фильма «Смерть Марата» (1897)«Смерть Марата» // Mort de Marat (Франция, 1897). Режиссёр Жорж Гато. Исполнитель роли Марата неизвестен.
- Роман Александра Дюма-отца «Дочь маркиза».
- «Шарлотта Корде» // Charlotte Corday (США, 1914). В роли Марата Артур Мод.
- «Наполеон» (Франция, 1927, 1935). В роли Марата Антонен Арто
- «Вернемся на Елисейские поля[фр.]» (Франция, 1938) — актёр Рене Фошуа[фр.]
- Жозеф Бальзамо (сериал) (Франция, 1972). В роли Марата — Жерар Бернье.
- «Сен-Жюст и сила обстоятельств» // Saint-Just ou La force des choses (телефильм, Франция, 1975). В роли Марата Вики Мессика.
- «Французская революция» // La révolution française (Франция — Италия — Канада — Великобритания — Германия, 1989), (две части). В роли Марата — Витторио Меццоджорно.
- «Шарлотта Корде» // Charlotte Corday (Франция, 2007). В роли Марата — Бернар Бланкан.
- «Пришельцы 3: Взятие Бастилии» // Les Visiteurs: La Révolution (Франция, 2016). В роли Марата Кристиан Эк.
- «Один король - одна Франция» // Un peuple et son roi (Франция, 2018). В роли Марата — Дени Лаван.

См. Более полный список.

## Сочинения
- Марат Ж. П. Памфлеты. / Под ред. со вступит. статьёй и коммент. Ц. Фридлянда. — М.-Л.: Academia, 1934. — 856 с.
- Марат Ж. П. Памфлеты. / Под общ. ред. Ф. Кон. — М.: Соцэкгиз, 1937. — 135 с.
- Марат Ж. П. Избранные произведения: В 3-х т. / [Отв. ред. акад. В. П. Волгин]. Сост.: Акад. В. П. Волгин и А. З. Манфред. Пер. С. Б. Кана. Вступ. статья А. З. Манфреда. Коммент. В. М. Далина. — М.: Академия наук СССР, 1956.
  - Т. 1: До революции. — 360 с.: п.
  - Т. 2: От начала революции до Вареннского кризиса. — 316 с.: п.
  - Т. 3: От бегства короля до падения монархии. / Пер. с коммент. В. М. Далина. — 420 с.: п.

### Иностранная литература
- Выдержки из сочинений М. напечатал Vermorel («Œuvres de Marat», 1869),
- Alfred Bougeart, «Marat», 1865; (в приложении полная библиография трудов Марата).
- Ch. Brunet, «Marat, dit l’Ami du peuple» (1862);
- Louis Combes, «Episodes et curiosités révolutionnaires» (1872);
- Aulard, «L'éloquence parlementaire pendant la révolution française. Les orateurs de la Législative et de la Convention» (П., 1885).
- Jean-Paul-Marat — Œuvres Politiques 1789—1793 (10 vol.), textes et guide de lecture établis par Jacques De Cock et Charlotte Goëtz, Pôle Nord, Bruxelles, 1989—1995.
- Marat corrigé par lui-même, Chantier Marat 1, Pôle Nord, Bruxelles, 1990.
- Marat en entier et plus que Marat, Vrais et faux journaux de Marat à la Bibliothèque de Lunel (Chantier Marat 5), Pôle Nord, Bruxelles, Montpellier: Centre d’Etude du XVIIIe siècle, 1995.
- Marat: Sur le Jugement du chef de l’Exécutif, Chantier Marat 6, Pôle Nord, Bruxelles, 1998.
- Marat en famille: la saga des Mara(t) (2 vol. Chantiers Marat 7-8), Pôle Nord, Bruxelles, 2001
- Plume de Marat — Plumes sur Marat, pour une bibliographie générale, Chantiers Marat 9-10), Pôle Nord, Bruxelles, 2 vol., 2006.
- http://www.metavolution.org/modx/les-publivations-sur-jean-paul-marat.html (недоступная+ссылка)

## Источник
- Марат, Жан-Поль // Энциклопедический словарь Брокгауза и Ефрона : в 86 т. (82 т. и 4 доп.). — СПб., 1896. — Т. XVIIIa. — С. 590–591.